# Sudong-gu
Sudong-gu (koreanska: 수동구) är en kommun i Nordkorea.   Den ligger i provinsen Hamnam, i den centrala delen av landet, 110 km öster om huvudstaden Pyongyang.